# Janvier 1821

## Événements
- Giovan Pietro Vieusseux, entrepreneur protestant d’origine suisse organise l’opposition libérale toscane et fonde à Florence avec ses amis (Gino Capponi, Raffaello Lambruschini (it), Cosimo Ridolfi) L’Antologia qui cherche à diffuser les idées progressistes parmi l’opinion publique. Leur première préoccupation est l’agriculture, qu’il faut moderniser par des réformes économiques[1].

- 1er janvier, Brésil : à l’annonce de la Révolution libérale au Portugal, la garnison portugaise de Belém do Pará dépose le gouverneur et forme une junte constitutionnelle[2].

- 2 janvier : victoire des insurgés mexicains à la bataille de Zapotepec[3].

- 5 janvier, Équateur : victoire royaliste sur les forces indépendantistes de la Province Libre de Guayaquil à la bataille de Tanizahua[4].

- 15 janvier : l’imam du Yémen s’engage à respecter les intérêts de la Compagnie anglaise des Indes orientales. La Grande-Bretagne installe un représentant de la Compagnie à Mokha et s’assure une présence dans la péninsule Arabique et une escale sur la route des Indes[5].

- 21 janvier : arrivée de la baronne Barbara de Krüdener à Saint-Pétersbourg où elle se joint aux cercles des mystiques russes[6].

- 24 janvier : réunion des Cortes constituantes au Portugal. L’homme fort de l’assemblée, Manuel Fernandes Tomás (pt), créateur de Sinédrio, dirige les travaux de la commission chargée d’élaborer les bases de la constitution, à laquelle Jean VI de Portugal, de retour du Brésil, jurera fidélité en juillet[7].

- 26 janvier - 12 mai : congrès de Laybach. La décision est prise de lancer une opération militaire autrichienne contre la révolution libérale de Naples[8].

- 30 janvier (18 janvier du calendrier julien) : mort du hospodar de Valachie Alexandre Soutzo[9].
  - Alexandre Ypsilanti, leader de la Philiki Etairia, proclame le soulèvement contre les Turcs à partir des principautés danubiennes (Valachie et Moldavie). Le prince de Moldavie, Michel Sutsu et le sluger Tudor Vladimirescu se rallient : en janvier, le hospodar de Valachie malade quitte Bucarest et un « Comité de gouvernement » est constitué par les boyards favorables à l’insurrection.

## Naissance
- 24 janvier : Nina Bianchi, peintre française († 21 octobre 1909).

## Décès
- 9 janvier : Pierre-Alexandre Wille, peintre français (° 19 juillet 1748).